# Hannibal Goodwin

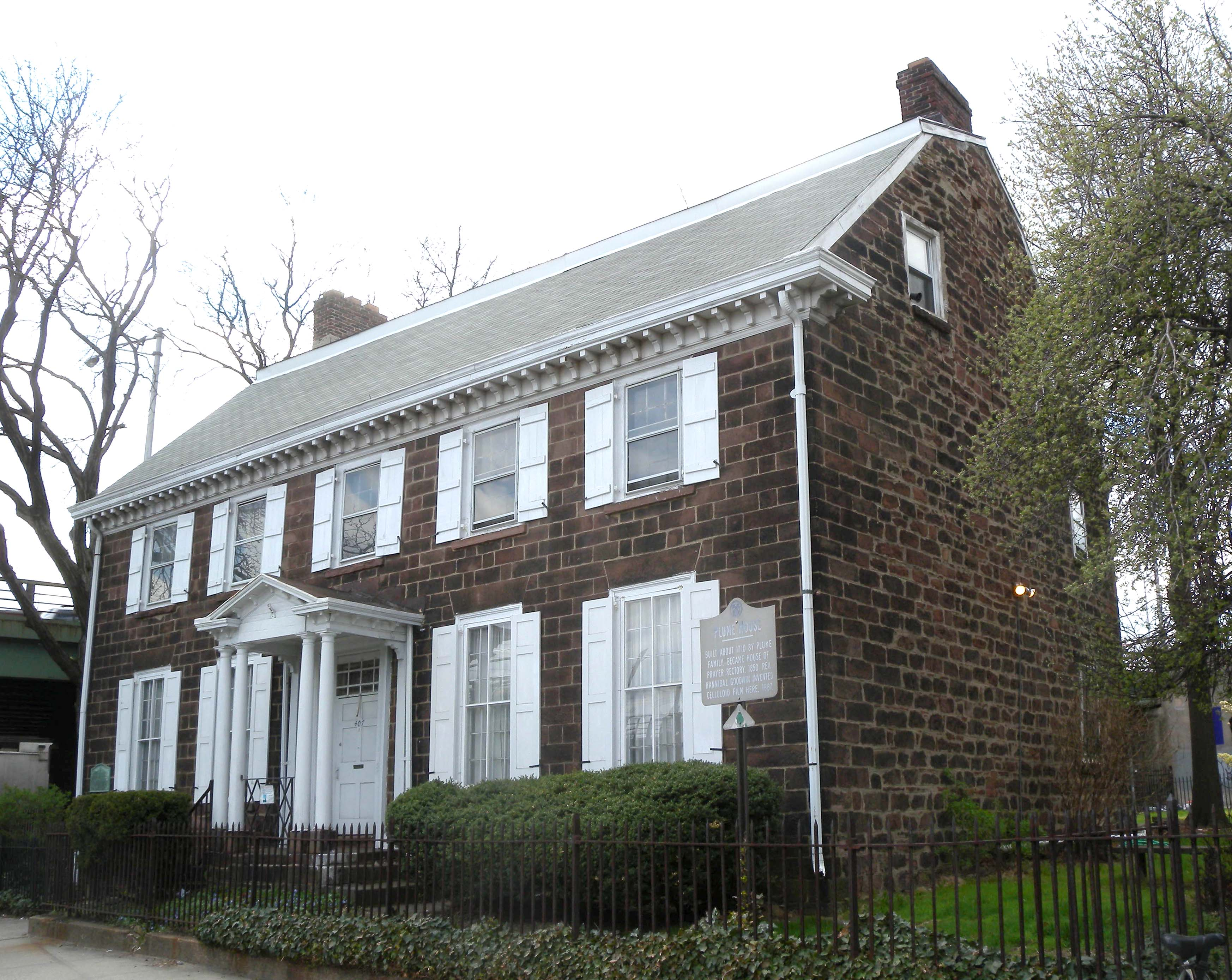
V tomto domě Goodwin pobýval a také vynalezl celuloidový fotografický film v roce 1887

Hannibal Williston Goodwin (* 21. dubna 1822 Tompkins County, stát New York - 31. prosince 1900) byl americký duchovní, vynálezce a fotograf. Byl reverendem americké episkopální církve, knězem v House of Prayer (Domě modlitby) v Newarku, New Jersey. Patentoval metodu na výrobu transparentního pružného svitkového filmu, který spočíval v principu vrstvy želatiny bromidu stříbrného na celuloidu (nitrocelulóze). Ten pak použil například Thomas Edison v kinetoskopu - stroji na prohlížení animací. Tento způsob záznamu obrazu se používá u fotografického filmu v klasické fotografii dodnes.

## Život a dílo
Goodwin byl motivován k hledání čirého a nerozbitného materiálu, na který by mohl zaznamenat obrázky, a které by pak dále využíval při svém biblickém učení. Členem jeho publika byl v té době bezpochyby také George Eastman.
Dne 2. května 1887 reverend Goodwin po dlouhé řadě pokusů a testů přihlásil patent pro „fotografické pelikulum a proces výroby... zejména v souvislosti s kamerami na svitkový film“. Patent byl však na jedenáct let zdržen kvůli nejasně sepsané a podané přihlášce patentu, ale nakonec mu byl po dlouhých soudních sporech s firmou Eastman Kodak uznán 13. září 1898, kdy dostal označení Patent číslo: 610861.
Do té doby však George Eastman zahájil výrobu svitkového filmu pomocí svého vlastního procesu. Eastman roku 1884 zkonstruoval nejprve papírový film (stripping film) - svinutý papír s citlivou vrstvou, který se však ukázal jako masově nepoužitelný. Na konci roku 1889 jej nahradil Eastman's american film - transparentní film na celuloidovém podkladě.
V roce 1900 Goodwin založil společnost Goodwin Film & Camera Co, ale ještě před tím než začala výroba filmů, se Goodwin ocitl na ulici poblíž staveniště při dopravní nehodě a na zranění následně zemřel.
Jeho patent byl prodán fotografické společnosti Ansco, která firmu Eastman Kodak úspěšně žalovala za porušení patentových práv a získala 5.000.000 dolarů. Soudní spor trval od prosince roku 1902 do března 1914.
V roce 1914 Goodwinovi přátelé z církve společně s tamním fotoklubem umístili ve veřejné knihovně děkovnou desku s tímto nápisem:

Tato tabule je věnována jako památka na vynálezce, jehož nápad se ukázal být tak účinný pro výuku i zábavu lidstva.